# Sphaeroderma rubidum
Sphaeroderma rubidum es una especie de insectos coleópteros polífagos de la familia Chrysomelidae.

## Nombres vernáculos
Pulguilla de la alcachofa

## Etología
Sus larvas devoran el parénquima de las hojas de las alcachoferas.

## Recursos externos
- Sphaeroderma rubidum - Biodiversity Heritage Library - Bibliografía
- Sphaeroderma rubidum - NCBI Taxonomy Database
- Sphaeroderma rubidum - Global Biodiversity Information Facility
- Sphaeroderma rubidum - Encyclopedia of Life

- Datos: Q15736378
- Multimedia: Sphaeroderma rubidum / Q15736378
- Especies: Sphaeroderma rubidum